# Radoszyce (Sainte-Croix)
Pour les articles homonymes, voir Radoszyce.
Radoszyce est un village de la voïvodie de Sainte-Croix et du powiat de Końskie. Il est le siège de la gmina de Radoszyce et compte environ 3 400 habitants[Quand ?].

## Histoire
Le village avait une importante communauté juive dont l'installation remonte à la première moitié du XVIe siècle. Au début de novembre 1942, les allemands déportent les 4 000 Juifs de la ville et des environs au camp d'extermination de Treblinka où ils trouveront la mort.